# Университет Роберта Гордона
Университет Роберта Гордона (англ. Robert Gordon University, RGU) — британский университет в Шотландии в г. Абердине.
Включает факультеты дизайна и технологии и здравоохранения и социальной помощи, а также школу бизнеса. Имеет два кампуса — в центре города на Скулхилл (Schoolhill) и «Гартди» (Garthdee) на окраине.
История
Основан в XVIII веке — согласно завещанию преуспевавшего предпринимателя Роберта Гордона в 1750 году был открыт госпиталь, где было начато обучение. С 1881 года — колледж.
Статус университета получен в 1992 году. В его состав в разные годы вошли: Школа искусств Грей (1885), фармакологическая школа (1898) и Архитектурная школа имени Скотта Сазерленда (1957).
Структура
- Факультет дизайна и технологии
  - Школа искусств Грей
  - Шотландская южная школа архитектуры и антропогенной среды
  - Школа инженерии
  - Школа информатики и цифровых медиатехнологий
- Факультет здравоохранения и социальной защиты
  - Школа прикладных социальных штудий
  - Школа фармацевтики и life sciences
  - Школа наук о здоровье
  - Школа сестринского дела и акушерства
- Школа бизнеса

Прочее
При университете действуют научно-исследовательские центры Абердинский центр травматологии, Центр передовых материалов и биоматериалов, Центр эпидемиологии и проблем ожирения и Центр инженерных исследований «Well».
Также действует подготовительный колледж International College at Robert Gordon University (ICRGU). В 2005 году открыт Центр спорта и отдыха.
Лучший современный университет Великобритании 2013 года по версии Times Good University Guide и 2012 года по версии Sunday Times University Guide.
Мы учим студентов не теоретическим наукам, а нацелены на практическую работу.., что пригодится студенту в будущей работе. В этом наше отличие от классического образования. Мы вообще не преподаем историю, политику и другие классические дисциплины.
- В декабре 2015 года университет отозвал присвоенную в 2010 году степень почётного доктора у кандидата в президенты США Д. Трампа, назвав некоторые его заявления «полностью несовместимыми» со своими ценностями[2].